# Le Montat
Le Montat (okzitanisch: Lo Montat) ist eine französische Gemeinde im Département Lot in der Region Okzitanien (vor 2016: Midi-Pyrénées). Die 1.102 Einwohner (Stand: 1. Januar 2022) zählende Gemeinde gehört zum Arrondissement Cahors und zum Kanton Cahors-3.

## Geografie
Le Montat liegt etwa sechs Kilometer südlich vom Stadtzentrum von Cahors am südwestlichen Rand des Zentralmassivs und dem westlichen Rand der Cevennen. Umgeben wird Le Montat von den Nachbargemeinden Cahors im Norden, Flaujac-Poujols im Nordosten, Cieurac im Osten, Pern-Lhospitalet im Süden und Südwesten sowie Labastide-Marnhac im Westen.

## Bevölkerungsentwicklung
| 1962 | 1968 | 1975 | 1982 | 1990 | 1999 | 2006 | 2018 |
| ---- | ---- | ---- | ---- | ---- | ---- | ---- | ---- |
| 240  | 236  | 348  | 459  | 685  | 774  | 963  | 1049 |

Quellen: Cassini und INSEE

## Sehenswürdigkeiten
- Kirche Saint-Barthélemy aus dem 11. Jahrhundert, Monument historique seit 1846

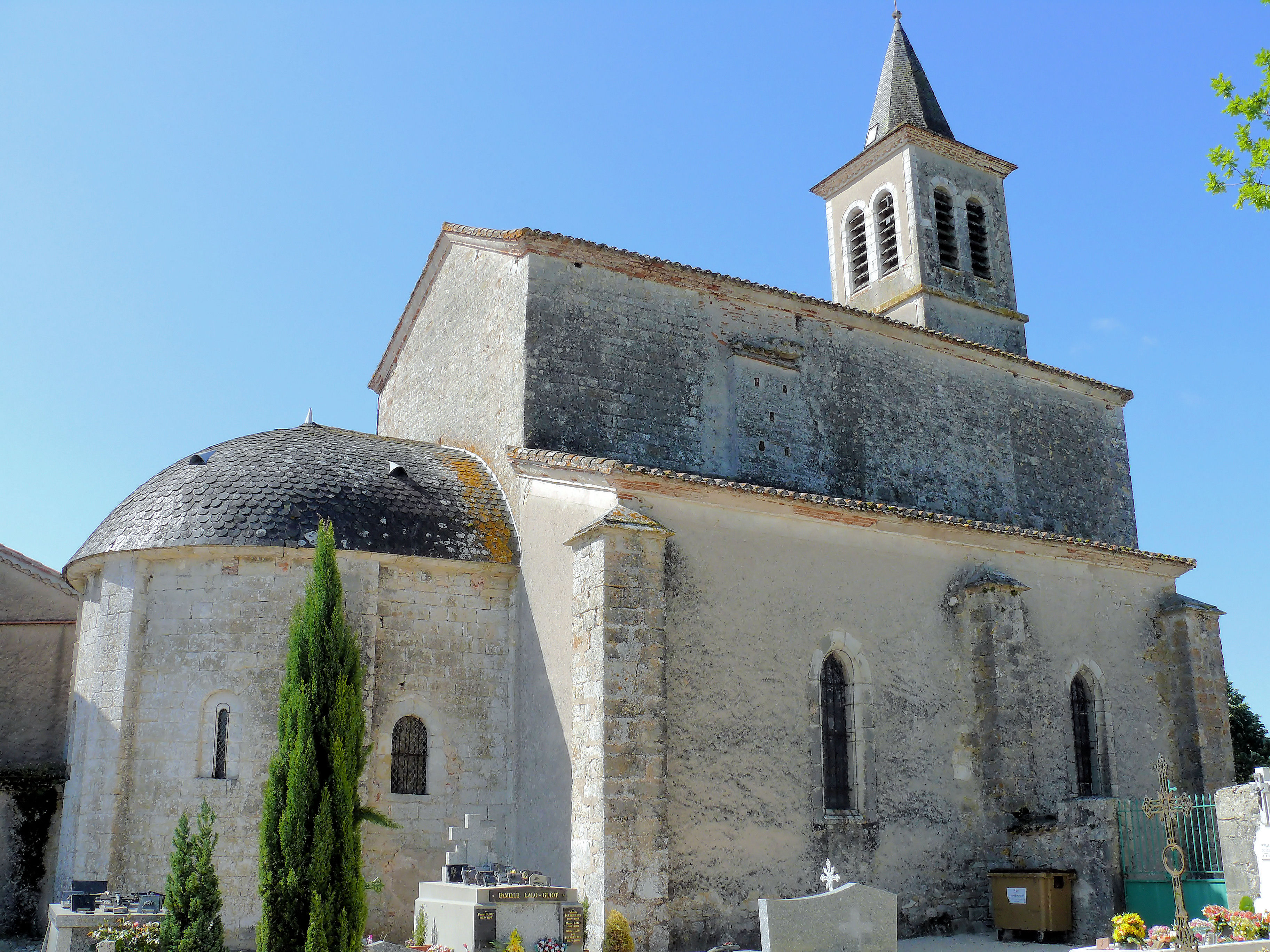
Kirche Saint-Barthélemy